# Sebastian Duda
Sebastian Duda (ur. 1975) – polski teolog, filozof i publicysta. 
Ukończył filozofię na Uniwersytecie Warszawskim oraz religioznawstwo i teologię na Katolickim Uniwersytecie w Lowanium. Członek redakcji „Więzi” i Zespołu Laboratorium „Więzi”. Ekspert Centrum Myśli Jana Pawła II w Warszawie. Wykładowca na podyplomowych studiach gender w Instytucie Badań Literackich PAN. 
W 2021 roku nominowany do Nagrody „Ślad”.
Pisał m.in. do tygodnika „Newsweek Polska”, był także redaktorem „Przeglądu Powszechnego”. W swoich tekstach porusza tematykę wiary i niewiary we współczesnym świecie, kulturze oraz społeczeństwie.

## Książki
- Reformacja. Rewolucja Lutra, Warszawa 2018;
- Przesilona wątpliwość, Warszawa 2018.